# کیم سونگ کیو
کیم سونگ کیو (کره‌ای: 김성규؛ زادهٔ ۲۸ آوریل ۱۹۸۹) که بیشتر با نام سونگ‌گیو (انگلیسی: Sunggyu) شناخته می‌شود، خواننده و بازیگر اهل کره جنوبی است. او لیدر و وکالیست اصلی گروه پسرانه اینفینیت است. در نوامبر ۲۰۱۲، او فعالیت انفرادی خود را با انتشار نخستین آلبوم چندآهنگه به نام من دیگر آغاز کرد که در جایگاه شماره یک جدول آلبوم‌های گائون قرار گرفت. دومین آلبوم چندآهنگه‌اش به نام ۲۷ (۲۰۱۵) در جایگاه شماره یک جدول آلیوم‌های گائون و شماره هشت جدول آلبوم‌های جهانی بیلبورد ایالات متحده قرار گرفت.